# 沢田研二ショー
『沢田研二ショー』（さわだけんじショー）は、1983年4月3日から同年9月25日までTBS系列局で放送されていたTBS製作の音楽バラエティ番組である。ニッカウヰスキーの一社提供。全26回。放送時間は毎週日曜 23:00 - 23:30 （日本標準時）。

## 概要
沢田研二の魅力を引き出すことをコンセプトにした深夜番組で、毎回沢田自身が歌あり・トークありの内容で番組を進行、ゲストを招いて行う回もあった。
沢田がTBSで単独司会を務めた番組は、1971年4月から10月まで放送されていた『ドレミファ大作戦』以来11年半ぶりである。

## スタッフ
- 構成：宮下康仁、日名子暁、水谷龍二、田村隆、吉田秀穂、加瀬邦彦
- 技術：佐々木常夫
- 映像：秋本浩志、大場俊
- カラー調整：小野英夫、佐藤満、橘一男
- 照明：高橋寛、笠原義博
- 音声：渡辺秀樹
- 美術デザイン：三原康博
- 美術制作：和田一郎
- 衣装：東京衣装
- 衣装デザイン：早川タケジ
- 音響：大鐘信慶
- 演出：滝本裕雄、島津剛史、宇都宮荘太郎
- プロデューサー：鎗居秀禎
- 制作：渡辺正文
- 協力：渡辺プロダクション
- 製作著作：TBS